# Explorations in Economic History
Explorations in Economic History ist eine quartalsweise erscheinende wissenschaftliche Zeitschrift der Wirtschaftsgeschichte. Sie veröffentlicht Beiträge, die mit ökonomischen Methoden historische Episoden analysieren.
Das Journal bietet mit Surveys and Speculations (Übersichten und Spekulationen) eine Rubrik an, die Wirtschaftshistoriker auf neue, vielversprechende Forschungsgebiete aufmerksam machen möchte.

## Geschichte
Das Journal nahm 1949 als Explorations in Entrepreneurial History am Harvard University Research Center in Entrepreneurial History die Arbeit auf, stellte sie 1958 jedoch wieder ein. 1963 wurde das Journal wieder aufgenommen, wobei die Bandnummerierung neu begann. 1969 benannte es sich in Explorations in Economic History um.

## Redaktion
Die Redaktion des Journals wird derzeit (2015) von Kris James Mitchener als Chef vom Dienst und Ran Abramitzky als Co Editor geführt. Hans-Joachim Voth ist assoziierter Redakteur. Ihnen zur Seite stehen mehr als 20 Redakteure und mehr als 10 beratende Redakteure.

## Rezeption
Explorations in Economic History hat nach eigenen Angaben einen Impact-Faktor von 1.7.
Combes und Linnemer sortieren das Journal mit Rang 78 von 600 wirtschaftswissenschaftlichen Zeitschriften in die drittbeste Kategorie A ein.